# Gema Amor Pérez
Gema Amor Pérez (Benidorm, 1972) és una política i empresària valenciana, exmilitant del Partit Popular i regidora independent a l'ajuntament de Benidorm dins de les llistes del Centre Democràtic Liberal.

## Biografia
Es llicencià en dret a la Universitat d'Alacant el 1995 i ha obtingut un màster en política territorial i urbanisme a la Universitat Carles III el 1996. És propietària de l'empresa Elipse Arquitectura SA.
S'inicia a la política el 1997 com assessora de la Conselleria d'Urbanisme que aleshores dirigia el conseller Luis Fernando Cartagena. En el període 2001-2003 fou Directora de Grans Projectes de la Generalitat Valenciana i és triada diputada a les Corts Valencianes a les eleccions de 2003. El president Francisco Camps la nomena consellera d'Agricultura, Pesca i Alimentació, càrrec que abandonà l'agost de 2004 per tal d'encarregar-se de la conselleria sense cartera de Participació i Cooperació fins a 2007.
Gema Amor s'ha destacat per la seua mala relació amb el president del PPCV i de la Generalitat Valenciana Francisco Camps i la seua filiació al sector zaplanista del partit. Va renovar l'acta de diputada a les Corts Valencianes a les eleccions de 2007, compaginant-ho amb les tasques de regidora a l'Ajuntament de Benidorm i amb la direcció del Patronat de Turisme de la Diputació d'Alacant, presidida pel també zaplanista José Joaquín Ripoll.
Amor, després de diversos intents frustrats d'apartar a Manuel Pérez Fenoll de la candidatura a l'alcaldia de Benidorm, abandonà el PPCV per tal de presentar una llista encapçalada per ella mateixa sota la marca de Centre Democràtic Liberal a les eleccions locals de 2011. El CDL aconseguí tres regidors esdevenint clau per a la governabilitat del consistori benidormer. La formació liderada per Amor no aconseguí arribar a un acord amb el PPCV de Pérez Fenoll permetent així la continuïtat del govern socialista d'Agustín Navarro, partit més votat a les eleccions locals amb una diferència respecte al PPCV d'escassos 300 vots.